# 티들리윙크스

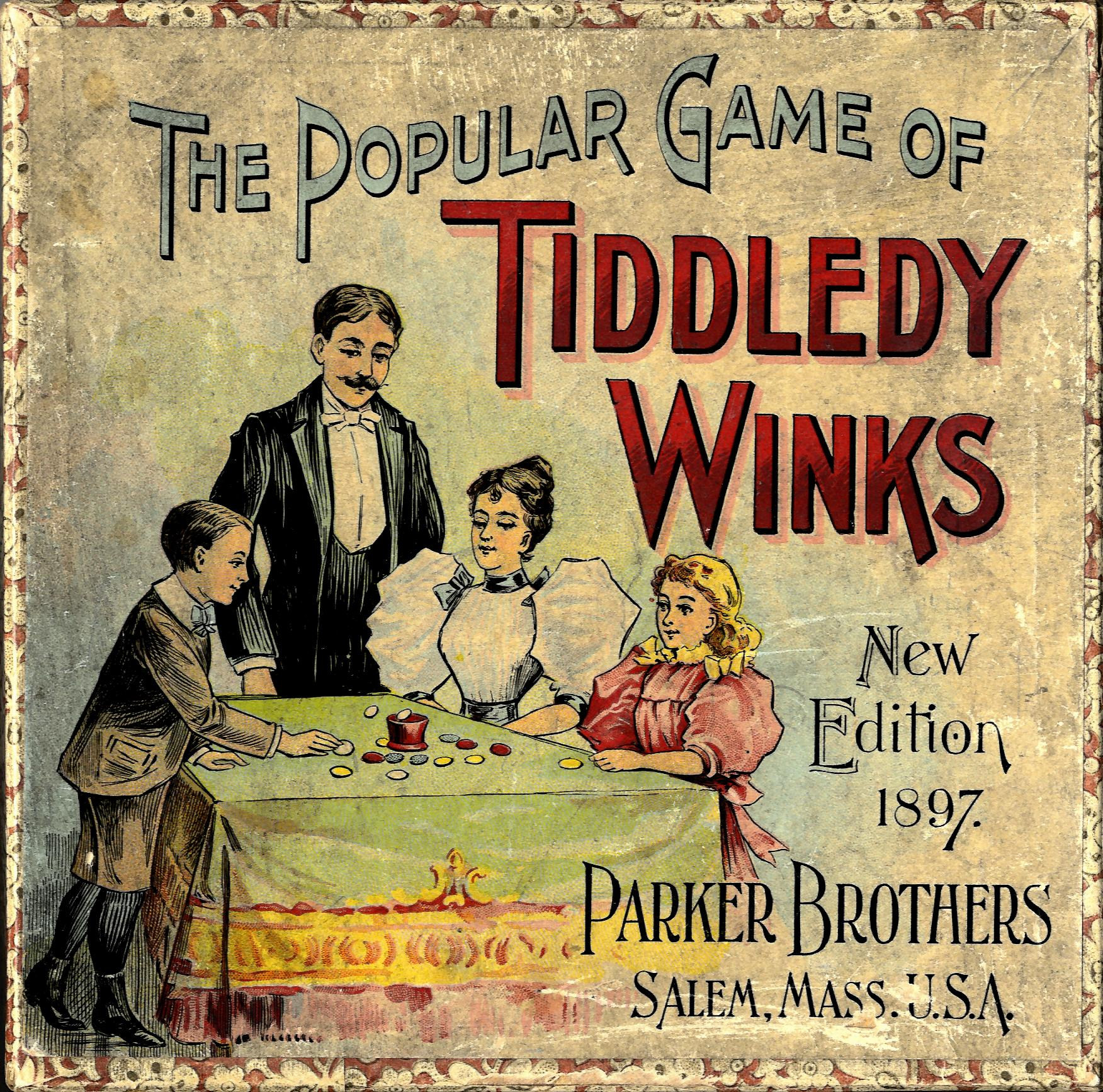

티들리윙크스(Tiddlywinks)는 윙크스(winks)라는 작은 원반들이 있는 평평한 느낌의 매트 위에서 즐기는 게임이다. 플레이어는 스퀴저(squidger, 지금은 플라스틱으로 제조함)를 공중에 튕겨서 컵 속에 넣으면 점수를 얻게 된다.
티들리윙크스는 복잡한 전략 게임이 아닌 매우 단순한 아동용 게임으로 취급된다. 그러나 현대의 게임은 훨씬 더 복잡한 규칙이 있다.